# فرودگاه تسلین
فرودگاه تسلین  (به انگلیسی: Teslin Airport) یک فرودگاه همگانی باربری با کد یاتا YZW است که یک باند فرود شن دارد و طول باند آن ۱٬۵۲۲ متر است. این فرودگاه در کشور کانادا قرار دارد و در ارتفاع ۷۰۵ متری از سطح دریا واقع شده است.